# 西姆斯伯里 (康乃狄克州)
西姆斯伯里（英語：Simsbury）是一個位於美國康乃狄克州哈特福縣的城鎮。

## 地理
西姆斯伯里的座標為41°52′14″N 72°49′31″W / 41.87056°N 72.82528°W，而該地的平均海拔高度為671米（即233英尺）。

## 人口
根據2010年美國人口普查的數據，西姆斯伯里的面積為88.80平方千米，當中陸地面積為87.80平方千米，而水域面積為1.00平方千米。當地共有人口23,571人，而人口密度為每平方千米265人。